# Hammond (Wisconsin)
Hammond es una villa ubicada en el condado de St. Croix en el estado estadounidense de Wisconsin. En el Censo de 2010 tenía una población de 1.922 habitantes y una densidad poblacional de 345,48 personas por km².

## Geografía
Hammond se encuentra ubicada en las coordenadas 44°58′7″N 92°26′17″O / 44.96861, -92.43806. Según la Oficina del Censo de los Estados Unidos, Hammond tiene una superficie total de 5.56 km², de la cual 5.56 km² corresponden a tierra firme y (0%) 0 km² es agua.

## Demografía
Según el censo de 2010, había 1.922 personas residiendo en Hammond. La densidad de población era de 345,48 hab./km². De los 1.922 habitantes, Hammond estaba compuesto por el 95.99% blancos, el 0.52% eran afroamericanos, el 0.36% eran amerindios, el 0.73% eran asiáticos, el 0.05% eran isleños del Pacífico, el 0.57% eran de otras razas y el 1.77% pertenecían a dos o más razas. Del total de la población el 2.91% eran hispanos o latinos de cualquier raza.